# キュリオディーラー
『キュリオディーラー』は、AXLより2018年6月29日に発売された18禁美少女アドベンチャーゲーム。

## あらすじ
古代文明が作ったとされる塔の街であるラージャスタンが舞台。

## 登場人物
ローワン・シタール
祖父から受け継いだ古物商を営む青年。
リナリア・ヴィーナ
声：猫村ゆき
冒険者志望の少女で遠方の村から塔で行方不明になった父を追って来た。
カリン・サリンダ・ラージャスタン
声：桐野侑未
庶民的な雰囲気を漂させる姫君。
ミラビリス・タウス
声：青山ゆかり
ローワンの営む古物商で働く少女。
バーベナ・ディルルバ
声：桃井穂美
『ヴァナ・カーマ』教を布教するために来た祭司。
ネメシア・コール
声：柚原みう
冒険者ギルドの受付嬢をしている。

## スタッフ
- キャラクターデザイン・原画 - 瀬之本久史
- シナリオ - 長谷川藍
- 音声制作 - solfa

## Webラジオ
『AXL ラジオ「キュリオディーラー」ラージャスタン放送局!』のタイトルで音泉にて2018年5月25日から8月3日まで隔週金曜日に配信された。パーソナリティは、バーベナ役の桃井穂美とネメシア役の柚原みう。